# Küstenwache (Film)
Küstenwache ist ein deutscher 84-minütiger Spielfilm aus dem Jahr 1997.

## Hintergrund
Es handelt sich um den Pilotfilm der deutschen Krimiserie Küstenwache, welche von 1997 bis 2016 im ZDF ausgestrahlt wurde. Der Pilotfilm bildete den Auftakt zur ersten Staffel der Fernsehserie.
Der Spielfilm soll den Arbeitsalltag der Besatzung des fiktiven Patrouillenbootes Albatros der deutschen Küstenwache zeigen.
Eingeleitet wird der Film mit einem Off-Text. Die Off-Stimme gehört Bodo Wolf, welcher den Einsatzleiter der Küstenwache Erster Polizeihauptkommissar im BGS Kurt Weber verkörpert. Bei den Sätzen handelt es sich um jene, die auch die Episoden der Fernsehserie Küstenwache, einleiten:

„Die Küsten eines Landes sind offene Grenzen, offen für Handel und Tourismus, aber auch für Verbrechen. Um die Sicherheit auf dem Meer zu wahren, haben sich der Bundesgrenzschutz, der Zoll und andere Behörden zu einer Polizei auf See zusammengeschlossen; sie sind die Küstenwache.“

### Produktion
Das im Film verwendete Patrouillenboot Albatros war zum Zeitpunkt des Filmdrehs ein Schiff der deutschen Küstenwache, welches auf der Ostsee für Patrouillenfahrten eingesetzt wurde. Es trug die Kennung BG 14 und hieß Duderstadt.
Gedreht wurde der 1996 von der Opal Filmproduktion produzierte Pilotfilm in der Mecklenburger Bucht, auf und ringsum Rügen sowie in Neustadt in Holstein.

### Ausstrahlung
Erstausgestrahlt wurde der Pilotfilm am 19. April 1997 in der Samstags-Primetime des ZDF. Informationen zu den Einschaltquoten liegen nicht vor.

## Handlung
Während einer Patrouillenfahrt hört der Kapitän des Küstenwachschiffs Albatros, Polizeihauptkommissar im BGS Holger Ehlers, Schüsse. Als sich die Albatros dem Herkunftsort der Schüsse nähert, stellt sich heraus, dass mehrere Betrunkene auf offener See auf Tontauben schießen. Da die Situation mittlerweile eskaliert ist, die Männer sich gegenseitig beschießen und auch Aufforderungen, das Schießen einzustellen, nicht helfen, lässt der Polizeihauptkommissar im BGS die Albatros genau zwischen die beiden Boote steuern. Bei diesem Manöver wird das Getriebe des Küstenwachschiffs beschädigt, was den leitenden Maschinisten, Polizeioberkommissar im BGS Wolfgang Unterbaur, verärgert.
Zurück im Hafen des Bundesgrenzschutz, werden die betrunkenen Schützen vom Schiff geführt und der Einsatzleiter der Küstenwache, Erster Polizeihauptkommissar im BGS Kurt Weber, kommt an Bord der Albatros um sich beim Kapitän und dem leitenden Maschinisten über das Ausmaß des Schadens an der Maschine zu erkundigen. Weiterhin bittet er Holger Ehlers in sein Büro, um ihm den neuen Wachoffizier der Albatros vorzustellen. Ehlers und seine Mannschaft staunen dabei nicht schlecht, denn mit der Polizeikommissarin im BGS Frederike Hansen handelt es sich, gegen alle Erwartungen, um eine Frau. Sie gehört der ersten Generation weiblicher Offiziere der Küstenwache an.
Während seiner dienstfreien Zeit besucht Ehlers zusammen mit seiner Ehefrau Ingrid ein Schulfest, bei welchem sein Sohn Erik als Schlagzeuger einer Band mitwirkt. Der Lehrer des Jungen klärt Ingrid und Holger Ehlers, am Rande dieses Schulfestes, in einem Gespräch darüber auf, dass ihr Sohn in der vergangenen Zeit unentschuldigt im Unterricht gefehlt hat, seine Leistungen katastrophal sind und seine Versetzung gefährdet ist. Weiterhin berichtet der Lehrer, dass Erik Ehlers sich häufiger mit „zwielichtigen Gestalten aus dem Hafen herumtreibt“.
Wenig später wartet der nächste Einsatz auf die Crew der Albatros: Siegmar Beckmann ist zusammen mit seinem kleinen Sohn David in einem Schlauchboot abgetrieben. Rettungsschwimmer Dette Müller, der selbst noch versucht hatte zum Boot zu gelangen, muss die Küstenwache verständigen. Währenddessen versucht der Vater verzweifelt zurückzurudern, was ihm aufgrund der starken Strömung nicht gelingt. Während die Suchaktionen mittels Hubschraubers, aufgrund einsetzender Dunkelheit, abgebrochen werden müssen, suchen Holger Ehlers und seine Crew weiter nach den beiden. Am späten Abend gelingt es der Mannschaft, Vater und Sohn zu finden und an Bord zu bringen.
Zeitgleich zur Suche nach dem Schlauchboot kommt es an Bord des Küstenmotorschiffs Neris zu einem Zwischenfall: Nachdem er ständig durch Jan Petersen und mehrere weitere Kollegen an Bord gemobbt wurde, bedient sich das neue Besatzungsmitglied, dass von seinen Kollegen wegen seiner Herkunft nur „Russki“ genannt wird, in der Bordkasse. Dabei wird er von Kapitän Möller erwischt. Bei dem folgenden Gerangel tötet „Russki“ den Kapitän und versucht in der Folge auch Petersen zu ermorden. Dieser kann jedoch zunächst gerettet werden. Als die Besatzung kurze Zeit später vom Tod ihres Kapitäns erfährt, gerät „Russki“ sofort unter Verdacht; als Petersen bei ihm das gestohlene Geld aus der Bordkasse findet überwältigt „Russki“ diesen, schlägt ihn nieder und wirft ihn über Bord. Bootsmann Jensen geht mit einer Waffe auf die Suche nach dem Mörder und Funker Ohlsen verständigt die Albatros. Während sich die Mannschaft im Funkraum oder der Kombüse versteckt, gelingt es „Russki“, Steuermann Bachmann zu töten und später auch Bootsmann Jensen niederzuschlagen. Als die Crew um Kapitän Ehlers die Neris erreicht ist der Holger Ehlers entschlossen, den Fall ohne Verstärkung zu Ende zu bringen. Zeitgleich zerstört „Russki“ die Tür zum Funkraum. Er schießt in den Funkraum, trifft ein Besatzungsmitglied an der Schulter, verletzt aber niemanden lebensbedrohlich. Als die Küstenwache übersetzt, macht sich die neue Wachoffizierin der Albatros, Polizeikommissarin im BGS Friedrike Hansen, mit mehreren BGS-Beamten auf die Suche nach „Russki“. Ihnen gelingt es die Besatzungsmitglieder aus dem Funkraum zu befreien, doch während sich Sanitäter Schneidewind dorthin aufmacht, um den Verletzten zu versorgen, überwältigt und entwaffnet der Mörder ihn. Dann gerät die Situation außer Kontrolle: David Beckmann, der Junge, den die Albatros zusammen mit seinem Vater aus dem Schlauchboot geborgen hat, verlässt eigenmächtig die Kabine und begibt sich an Deck des Küstenwachschiffs. Im selben Moment springt „Russki“ an Bord der Albatros und schießt auf Ehlers, welcher daraufhin stürzt. Als Ehlers und Hansen den Mörder ins Visier nehmen wollen, steht ihnen der Junge im Weg. Der Polizeihauptkommissar im BGS fordert „Russki“ auf, nicht auf den Jungen zu schießen, woraufhin sich dieser die Waffe an den eigenen Kopf hält, kurz darauf weinend zusammenbricht und festgenommen werden kann.

## Besetzung

### Hauptdarsteller
| Schauspieler     | Rollenname                      | Rolle                                                          |
| ---------------- | ------------------------------- | -------------------------------------------------------------- |
| Rüdiger Joswig   | Holger Ehlers                   | Polizeihauptkommissar im BGS; Kapitän der Albatros             |
| Julia Bremermann | Frederike Hansen                | Polizeikommissarin im BGS; Wachoffizierin der Albatros         |
| Lena Lessing     | Rita Friesen                    | Polizeiobermeisterin im BGS; Bootsfrau der Albatros            |
| Elmar Gehlen     | Wolfgang Unterbaur              | Polizeioberkommissar im BGS; leitender Maschinist der Albatros |
| Rainer Basedow   | Karl-Heinz „Kalle“ Schneidewind | Polizeiobermeister im BGS; Sanitäter und Smutje der Albatros   |
| Gregor Weber     | Rolf Hohmann                    | Polizeimeister im BGS; Funker der Albatros                     |

### Nebendarsteller
| Schauspieler       | Rollenname            | Rolle                                                              |
| ------------------ | --------------------- | ------------------------------------------------------------------ |
| Bodo Wolf          | Kurt Weber            | Erster Polizeihauptkommissar im BGS; Einsatzleiter der Küstenwache |
| Gisela Hahn        | Ingrid Ehlers         | Ehefrau von Holger Ehlers; Mutter von Erik Ehlers                  |
| Sebastian Reznicek | Erik Ehlers           | Schüler Sohn von Ingrid und Holger Ehlers                          |
| Jan Sosniok        | Detlef „Dette“ Muller | Rettungsschwimmer                                                  |
| Eva Habermann      | Maike Gerber          | Animateurin                                                        |

### Gastdarsteller
| Schauspieler           | Rollenname       | Rolle                                                                         |
| ---------------------- | ---------------- | ----------------------------------------------------------------------------- |
| Raimund Harmstorf      | Möller †         | Kapitän der Neris                                                             |
| Bruno Eyron            | Knut Jensen      | Bootsmann der Neris                                                           |
| Heinz Werner Kraehkamp | Benno Schwenk    | Smutje der Neris                                                              |
| Horst Günter Marx      | Peer Ohlsen      | Funker der Neris                                                              |
| Ivan Shvedoff          | „Russki“         | Besatzungsmitglied der Neris Mörder von Kapitän Möller, Petersen und Bachmann |
| Klaus Dahlen           | Jan Petersen †   | Besatzungsmitglied der Neris                                                  |
| Günther Kaufmann       | „Kurt“           | Besatzungsmitglied der Neris                                                  |
| Werner Karle           | N.N.             | Besatzungsmitglied der Neris                                                  |
| N.N.                   | „Bachmann“ †     | Besatzungsmitglied der Neris                                                  |
| Jochen Schroeder       | Siegmar Beckmann | Ehemann von Claudia Beckmann; Vater von David Beckmann                        |
| Verena Marie Kahler    | Claudia Beckmann | Ehefrau von David Beckmann; Mutter von David Beckmann                         |
| Niklas Pries           | David Beckmann   | Sohn von Claudia und Siegmar Beckmann                                         |

## Rezeption
Die Kritiker der TV Spielfilm vergaben in ihrer Kritik „Pilotfilm zur Serie. Die Crew eines Polizeibootes muß sich bewähren.“ in den Kategorien Humor, Action und Spannung jeweils einen von drei möglichen Punkten und zogen ein durchwachsenes Fazit zum Pilotfilm, sahen allerdings keinen kompletten Flop.

„Nicht immer volle Kraft, aber kein Schiffbruch“

## DVD
Der Pilotfilm erschien zusammen mit den 13 Episoden der ersten Staffel am 19. Februar 2016 auf der DVD-Box Küstenwache – Die komplette erste Staffel.